# Hypovoria dentata
Hypovoria dentata là một loài ruồi trong họ Tachinidae.